# 上流階級
上流階級（じょうりゅうかいきゅう、Upper class）またはアッパークラスは、社会的に上層に位置する階層から成る階級。大きな富、そして政府などの権力と近い地位を持った、地主、オーナーなどからなる社会階級。

## 概要
近代以前は王・侯・貴族を中心とした土地・農業利害が主体であったが、近代以降は、次第に金融利害へと重心を移していった。中流階級や労働者階級と違いその構成は血縁・姻戚関係による高い同質性を持つことが多く、子孫に特権的な地位を継承することが可能である。
殆どの先進国では共和制であることから法的な身分としての上流階級は解体されたが、イギリスは君主制であることから、依然として上流階級としての爵位を持つ貴族・ジェントルマン階級は健在である。なお、同じイギリス領でもカナダ・オーストラリア・ニュージーランドには貴族がいない。
またアメリカの様な貴族制度の存在しない国でも、富豪であり政治家を多数輩出した、ロックフェラー家、ブッシュ家やケネディ家などに代表されるように、別の意味での上流階級の存在が顕著な場合もある。

## 日本

### 旧華族・旧宮家
日本の場合、日本国憲法施行により華族・士族制度、王公族制度が廃止され（貴族制度を認めない日本国憲法第14条）、法的に裏打ちされた貴族制度は消滅した。皇籍を離脱した旧皇族からなる菊栄親睦会、旧華族からなる霞会といった団体が存在し、旧華族・旧宮家の系統が21世紀に至っても大きな富や社会的威信を隠然と持っている。特に男性皇族の「お妃選び」では、旧・華族令嬢が必ず候補に挙がる。

### 上級国民
「一般の国民」の対義語として「上級国民」という語も存在し、これは一般人の理解を超えた言動をする政治家・専門家・官僚等を指す。英和和英辞典では、「エリート」（the elite）の訳語として「選良、上流階級、上級国民」が記載されている。

## イギリス
歴史的にイギリスの上流階級は貴族と身分的にはジェントリ（平民地主）によって構成されてきたため、地主貴族(landed aristocracy)あるいはジェントルマン階級とも呼ばれる。イギリスは二院制の国だが、貴族の代表からなる貴族院と平民地主の代表である庶民院というのがその始まりである。19世紀に選挙法改正が進んだが地主優位は変わらず、結局、ジェントルマンたちは16世紀ごろから20世紀初頭まで事実上の支配階級としてイギリス社会に影響を及ぼし、スクワイアラーキー（地主支配体制）と呼ばれる体制を築いていた。地代・株式などの不労所得を重視したため、製造過程と関連の深い産業資本家を排斥したものの、地主だけでなく大貿易商や国教会高位聖職者、内科医、高級軍人、銀行家などを時代とともに体制に取り込んできたことと、支配階級としての正当性を示すために積極的に責務を務め、犠牲を払うという建前を維持できたことが体制維持に寄与したと言われる。積極的に従軍したことが裏目に出て、第一次世界大戦を境に衰退。ただし支配階級ではないものの、現在でも伝統の担い手としての上流階級は健在である。

## ドイツ
長年、ドイツ帝国東部ではユンカーと呼ばれる地主貴族が治めてきた。エルベ川以東に領地を持つ中世の騎士たちが直接に農地経営に乗り出すようになったことに始まる。彼らは領地内に直営農地「騎士領」を所有して自身もそこで暮らすというグーツヘルシャフト（Gutsherrschaft）と呼ばれる領地経営を行うようになった。また農民に賦役を課し、さらに領主裁判権・警察権を行使することで農民を強力に支配した。領主が地代取得者にすぎず、直接に農地経営しないグルントヘルシャフトと呼ばれる領地経営を行い、領主裁判権も持たない西部ドイツの貴族とは対照的な存在であり、農地が豊かな東部ドイツ特有の貴族であった。
ユンカーは、18世紀以降にはプロイセン王国の貴族階級の中心になり、プロイセンの将校と官僚を独占するようになった。
第二次世界大戦後、東部ドイツを占領したソ連赤軍が徹底的な農地改革を行った結果、ユンカーも完全に解体された。